# 鋳鋼
鋳鋼（ちゅうこう、英語: cast steel）は鋼の一種で、鋳造によって製品を製造するのだが、鋳造において一般的な「鉄」（鋳鉄）ではなく、「鋼」にあたる鉄系材料を用い、鋳鉄と比較して鋼としての特長を持つ。
鋳造の為、はじめから製品の部品としての形が出来上がっているものが多く、溶鋼を直接製品化できる。一方で、成分的には溶接性をあまり考慮されていないという側面があったが、最近ではそれを改良したものもでている。
鋳鉄より伸び（展延性）と引張強さ（強度）が大きいが、鍛造鋼よりはもろい。